# بوگدان بورتنیک
بوگدان بورتنیک (انگلیسی: Bogdan Bortnik؛ زادهٔ ۲۴ ژانویهٔ ۱۹۹۲) بازیکن فوتبال اهل اوکراین است.